# Subir al cielo
Subir al cielo é um álbum de estúdio da boy band porto-riquenha MDO, lançado no ano 2000, pela gravadora Sony Music. A formação incluía Abel Talamántez, Alexis Grullón, Didier Hernández, e o integrante Anthony Galindo, que deixou o grupo no início do projeto e foi substituído por Pablo Portillo e Troy Tuminelli.
O álbum apresentou uma sonoridade mais madura e pop, com influências do pop rock e baladas românticas. A produção musical, assinada por grandes nomes da indústria, como Rudy Pérez e Emilio Estefan, garantiu um álbum com sonoridade contemporânea e arranjo musical sofisticado. A faixa "Te quise olvidar" se destacou nas rádios estadunidenses. A inclusão de duas faixas em inglês, "Someone Help Me" e "Lock All Doors", demonstrou a ambição do grupo em conquistar o mercado internacional ampliando seu público. 

## Produção e gravação
As gravações aconteceram entre junho e julho de 2000 nos Estúdios EQ de Miami, Flórida. O álbum foi produzido, junto com outro disco em inglês que seria lançado posteriormente, por um número substancial de produtores, tais como Rudy Pérez, Emilio Estefan, Marco Flores e Alejandro Jaén, e traz composições de Yasmil Marrufo, Carlos Baute, Karla Aponte e Evan Rogers, resultando em um trabalho latino com fortes influências americanas.
Os integrantes se envolveram no processo de composição e produção, e concordaram que seria vantajoso trabalhar sob a direção de diferentes produtores. Segundo Abel: "Trabalhamos duro por um ano em ambos os álbuns e, além disso, decidimos ter uma mistura diferente de vários produtores de diferentes partes do mundo para dar um sabor variado e evitar a monotonia".

## Lançamento e divulgação
O álbum foi lançado no dia 31 de outubro, e contém onze faixas, sendo duas em inglês: "Someone Help Me" e "Lock All Doors", como uma prévia do álbum em inglês que seria lançado nos Estados Unidos em janeiro de 2001. O álbum em inglês traria versões de canções de Subil al cielo, além de um novo nome, capa e cinco faixas inéditas. O empresário do grupo, Edgardo Díaz, comentou que, devido a estratégias de marketing, o material em espanhol seria lançado primeiro que o álbum em inglês. "Primeiro vamos lançar o disco em espanhol porque visitaremos alguns lugares da América Latina, mas depois seguiremos com o álbum em inglês porque queremos fazer um grande sucesso nos Estados Unidos", comentou o integrante Pablo.
Como forma de divulgação, a gravadora planejou viagens internacionais à outros países como Panamá, República Dominicana e Venezuela, onde o quinteto queria conquistar seu próprio espaço, sem se apegar à fama da formação que já integrou Ricky Martin, Robi Draco Rosa e Charlie Massó. A turnê promocional, que começou antes do álbum ser lançado, percorreu países como Estados Unidos, Porto Rico, Peru, Venezuela, Colômbia e América Central.
Durante os trabalhos de divulgação, dois integrantes saíram do grupo. O primeiro foi Alexis, que posteriormente se arrependeu de ter saído e retornou pouco tempo depois. O motivo da mudança de postura foi por que a Sony Music e a K Note, empresa de Edgardo Díaz, moveram uma ação contra ele por quebra de contrato no valor de mais de 400 mil dólares. No mesmo período, os diretores da Sony decidiram que Troy Tuminelli deveria sair do grupo, porque ele não se dedicava às aulas de espanhol e nem as de dança. Ele foi substituído pelo porto-riquenho Calev Aviles, de 22 anos, que se juntou à banda em um evento beneficente para a Cruz Vermelha em Porto Rico. Carlos Cambiazzo, informante do grupo no México, afirmou que o material em inglês que o MDO gravou para lançar nos próximos meses teria as vozes modificadas nas músicas que Troy interpretava solo, e que não haveria alterações nas faixas cantadas por Didier, Pablo e Abel. Ele acrescentou: "No início, era apenas um rumor que Alexis voltaria e hoje já é um fato. Ele se juntará às atividades de promoção de Subir al Cielo e depois continuará afinando os detalhes para o lançamento do álbum em inglês, que será feito na convenção internacional da Sony Music na Ásia, dentro de algumas semanas".

## Singles
"Te quise olvidar" foi o primeiro single a ser lançado, em 18 de outubro de 2000. Trata-se de uma canção originalmente interpretada e coescrita pelo cantor venezuelano Carlos Baute em seu álbum Yo Nací Para Quererte, de 1999. A canção, que é uma balada, aborda na letra "a obsessão por um amor perdido e a tentativa inútil de esquecer ao encontrar alguém novo". O videoclipe do MDO foi codirigido por Pablo Croce e Tony Van Den-ende e filmado em um deserto na Venezuela, na qual muitos membros da equipe sofreram queimaduras nos pés. A música foi tema principal das telenovelas Muñeca brava e Alma rebelde. Uma versão norteña e outra em inglês também foram gravadas, sendo esta última intitulada "So Hard to Forget". Uma versão em ritmo de salsa também foi posteriormente gravada e incluída na coletânea 2002 Ultimate Mega Hits (2002). Outras versões incluem adaptações em salsa por Japhet Albert e Moa Rivera, que alcançaram as posições 31 e 21, respectivamente, no Billboard Tropical Airplay charts, além de versões regionais mexicanas por El Bebeto e Siggno (números 14 e 43 no México). Nos Estados Unidos, a canção "Te quise olvidar" conseguiu atingir a primeira posição na parada Hot Latin Tracks da revista Billboard por três semanas. Na lista de final de ano, que trazia as canções mais executadas em diversas paradas musicais da revista Billboard em 2001, a canção apareceu na posição de número três na Hot Latin Tracks, e número 15 na Hot Tropical/Salsa Airplay.
Após o êxito com o primeiro single, o grupo buscava um sucessor à altura. De acordo com o integrante Pablo: "Depois do sucesso que obtivemos com nosso primeiro single, 'Te Quise Olvidar', que nos colocou nos primeiros lugares das paradas musicais, na Billboard e na maioria dos países do continente [americano], agora estamos colocando toda a nossa esperança e energia no segundo single". "Sin ti" foi lançada como segundo single. Na Hot Latin Tracks atingiu a posição de número 36, por duas semanas. Na parada Latin Pop Airplay atingiu a posição de número 23, enquanto na Latin Tropical/Salsa Airplay teve como pico a posição de número 38.
"Cuatro paredes" foi o último single a ser lançado.

## Recepção crítica
| Críticas profissionais | Críticas profissionais |
| Avaliações da crítica  | Avaliações da crítica  |
| Fonte                  | Avaliação              |
| ---------------------- | ---------------------- |
| AllMusic               | [ 24 ]                 |
| La Opinión             | [ 25 ]                 |

Em relação as resenhas dos críticos especializados em música, o crítico do site AllMusic avaliou com três estrelas entre cinco, apesar disso, não escreveu nenhum comentário para o álbum.
Ursula Ramos, do jornal La Opinión, avaliou o álbum com duas bolas entre cinco, uma qualificação o considerando "De Moda", e escreveu que embora as pessoas os criticassem por sua semelhança com grupos como os Backstreet Boys e por eles seguirem uma fórmula passageira, as canções "Cuatro paredes", "You no tengo corazón", "Baila", "Te quise olvidar e "Sin ti" eram do seu agrado.

## Prêmios e nomeações
No Billboard Latin Music Awards, o álbum concorreu na categoria de Álbum Pop do Ano (Grupo), no qual concorriam El Sapo de Azul Azul, CD00 de OV7, e o vencedor Mi Gloria, Eres Tú de Los Trí-O.

## Desempenho comercial
O álbum obteve sucesso nas paradas de álbuns latinos da revista Billboard. Estreou na posição de número 42 na Billboard Top Latin Albums. Em janeiro de 2000, atingiu a vice-liderança, seu pico na parada. Na lista de final de ano da mesma revista, que trazia os álbuns latinos mais vendidos nos Estados Unidos em 2001, apareceu na posição de número 68.
Em 5 de maio de 2001, a revista Billboard informou que o álbum fora certificado como disco de ouro por 50 mil cópias vendidas em território estadunidense. A Recording Industry Association of America (RIAA) o certificou como disco de platina, por 100 mil cópias vendidas nos Estados Unidos, em 2001.

## Lista de faixas
- Créditos adaptados do CD Subir al Cielo, de 2000.[32]

| N.º | Título                              | Compositor(es)                                          | Duração |  |
| 1.  | "Cuatro Paredes"                    | Alejandro Jaén William Paz Abel Talamantez Tommy Torres | 3:55    |  |
| 2.  | "Te quise olvidar"                  | Carlos Baute Yasmil Marrufo                             | 4:24    |  |
| 3.  | "Déjame Subirte Al Cielo"           | Amado Jaén Evan Rogers Carl Sturken                     | 4:07    |  |
| 4.  | "A Mi Amor Tu Vas A Extrañar"       | Rudy Pérez Bruce Weeden                                 | 3:33    |  |
| 5.  | "Baila"                             | Karla Aponte César Lemos                                | 3:11    |  |
| 6.  | "Sin Tí"                            | Omar Alfanno                                            | 3:25    |  |
| 7.  | "Tonight, Te Amaré"                 | Karla Aponte César Lemos Abel Talamantez                | 3:33    |  |
| 8.  | "Es La Cosa"                        | William Paz Evan Rogers Abel Talamantez                 | 3:58    |  |
| 9.  | "Yo No Tengo Corazón"               | William Paz                                             | 4:02    |  |
| 10. | "Someone Help Me!"                  | Abel Talamantez                                         | 3:55    |  |
| 11. | "Locks All the Doors"               | Didier Hernández Abel Talamantez Tommy Torres           | 3:54    |  |
| 12. | "So Hard to Forget"                 |                                                         | 4:25    |  |
| 13. | "Te Quise Olvidar" (Versão Norteña) | Carlos Baute Yasmil Marrufo                             | 3:33    |  |

## Tabelas
| Tabela musical (2000-2001)                  | Melhor posição |
| ------------------------------------------- | -------------- |
| Estados Unidos (Billboard Top Latin Albums) | 2              |
| Estados Unidos (Billboard Latin Pop Albums) | 2              |
| Estados Unidos (Billboard Top Heatseekers)  | 23             |

| Tabela musical (2001)                       | Posição |
| ------------------------------------------- | ------- |
| Estados Unidos (Billboard Top Latin Albums) | 68      |

## Certificações e vendas
| Região                                                                                             | Certificação     | Vendas   |
| -------------------------------------------------------------------------------------------------- | ---------------- | -------- |
| Estados Unidos (RIAA)                                                                              | Platina (Latino) | 100,000^ |
| *números de vendas baseados somente na certificação ^distribuições baseadas apenas na certificação |                  |          |